# Caleb Martin
Caleb Martin (Winston-Salem, 28 de setembro de 1995) é um jogador norte-americano de basquete profissional que atualmente joga pelo Dallas Mavericks da National Basketball Association (NBA).
Ele jogou basquete universitário na Universidade de Nevada e na Universidade Estadual da Carolina do Norte.
Ele é o irmão gêmeo de Cody Martin.

## Carreira no ensino médio
Martin nascido em Mocksville, Carolina do Norte, jogou basquete em Oak Hill Academy com o seu irmão gêmeo, Cody Martin. Antes de jogar no Oak Hill, Caleb e seu irmão jogaram três temporadas na Davie County High School em Mocksville. Ele também jogou futebol americano no primeiro ano do ensino médio.
Os dois se comprometeram com a Universidade Estadual da Carolina do Norte.

## Carreira universitária

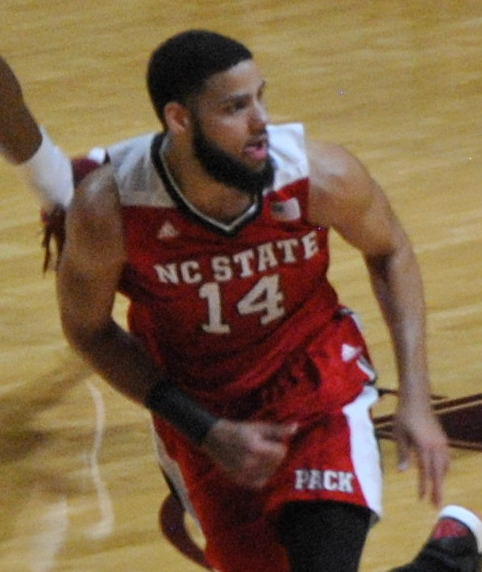
Martin em NC State em 2016.

Em seu segundo ano na NC State, Martin teve médias de 11,5 pontos e 4,7 rebotes. Após essa temporada, os gêmeos escolheram se transferir para Nevada.
Depois de ficar de fora da temporada de 2016-17 devido às regras de transferência da NCAA, Martin tornou-se elegível no ano seguinte. Ele teve média de 19,5 pontos em sua temporada de estreia, sendo eleito o Jogador do Ano e Novato do Ano da Mountain West Conference pelos treinadores e pela mídia. Ele compartilhou o Prêmio de Jogador do Ano com Chandler Hutchison de Boise State. Caleb e seu irmão lideraram a equipe para o Torneio da NCAA de 2018, onde foram eliminados no Sweet 16 depois de vencer Texas e Cincinnati.
Depois de terminar sua terceira temporada, Martin e seu irmão se candidataram ao draft da NBA de 2018 e estavam no draft combine naquele ano, mas ambos decidiram retornar para suas últimas temporadas.
Em sua última temporada, Martin teve médias de 19,2 pontos, 5,1 rebotes e 2,8 assistências. Ele levou Nevada a um recorde de 29-5. A carreira universitária de Martin terminou com uma derrota na primeira rodada do Torneio da NCAA para a Flórida por 70-61. Martin foi nomeado para a Primeira Equipe da Mountain West após a temporada junto com seu companheiro de equipe Jordan Caroline.

## Carreira profissional

### Charlotte Hornets (2019–2021)

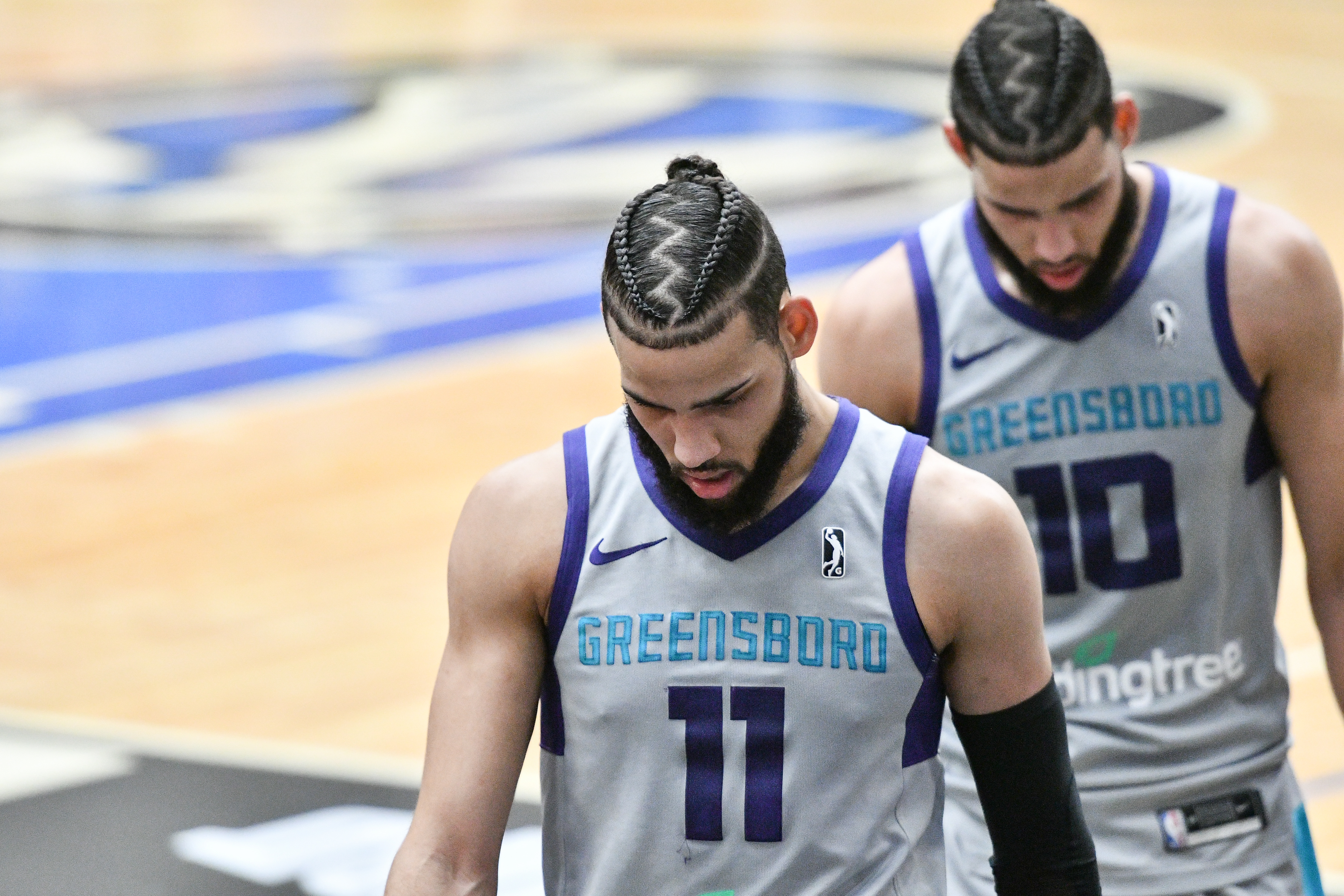
Cody e seu irmão, Caleb Martin (10), em 2019

Depois de não ter sido selecionado no draft da NBA de 2019, Martin assinou com o Charlotte Hornets em 31 de julho de 2019. Ele se juntou a seu irmão Cody, que foi selecionado na segunda rodada do draft.
Em 19 de outubro de 2019, os Hornets converteram o contrato de Martin em um contrato de mão dupla. No mesmo dia, ele concordou em um acordo de vários anos com os Hornets e foi convertido em um acordo padrão.
Em 25 de outubro de 2019, Martin fez sua estreia na NBA, saindo do banco de reservas em uma derrota por 99-121 para o Minnesota Timberwolves e registrando quatro pontos, dois rebotes, três assistências, dois bloqueios e um roubo de bola.
Em 27 de novembro de 2019, Martin jogou em seu primeiro jogo no afiliado dos Hornets na G-League, o Greensboro Swarm.
Em 7 de agosto de 2021, Martin foi dispensado pelos Hornets.

### Miami Heat (2021–2024)
Em 14 de setembro de 2021, Martin assinou um contrato de duas vias com o Miami Heat, dividindo seu tempo com o Sioux Falls Skyforce. Ele fez sua estreia pelo Heat em 21 de outubro, registrando cinco pontos e dois roubos de bola em uma vitória por 137–95 sobre o Milwaukee Bucks. Em 8 de dezembro, Martin marcou um recorde pessoal de 28 pontos, além de oito rebotes, três assistências e dois roubos de bola, em uma vitória por 113–104 sobre os Bucks. Em 15 de fevereiro de 2022, o Heat converteu o contrato de Martin para um contrato padrão. Durante os playoffs, o Heat enfrentou o Atlanta Hawks na série da primeira rodada. Martin fez sua estreia nos playoffs em 17 de abril, marcando dois pontos na vitória por 115–91 no Jogo 1. O Heat chegou às Finais da Conferência Leste, mas foi eliminado em sete jogos pelo Boston Celtics.
Em 6 de julho de 2022, Martin renovou seu contrato com o Heat por 3 anos e US$20 milhões. Em 22 de outubro de 2022, durante uma vitória por 112–109 sobre o Toronto Raptors, Martin foi expulso após uma briga com o pivô dos Raptors, Christian Koloko. No dia seguinte, a NBA suspendeu Martin por um jogo sem pagamento devido à briga.
Durante a primeira rodada dos playoffs de 2023, Martin desempenhou um papel fundamental na surpreendente vitória do Miami Heat, oitavo colocado, sobre o Milwaukee Bucks, primeiro colocado, com médias de 11,2 pontos, 5,4 rebotes e 2 assistências. Em 19 de maio de 2023, Martin marcou 25 pontos durante uma vitória por 111–105 no Jogo 2 das Finais da Conferência Leste contra o Boston Celtics. No Jogo 7 da série, ele marcou 26 pontos e pegou 10 rebotes em uma vitória por 103–84, ajudando o Heat a avançar para sua segunda aparição nas Finais da NBA em quatro anos. Martin ficou a um voto de superar seu companheiro de equipe Jimmy Butler como MVP das Finais da Conferência Leste com médias de 19,3 pontos e 6,4 rebotes, enquanto acertava 60,2% dos arremessos e 48,9% das tentativas de três pontos. Martin teve dificuldades nas Finais da NBA com média de apenas 7,4 pontos e 37,5% de aproveitamento nos arremessos. O Heat perdeu as Finais em 5 jogos para o Denver Nuggets.

### Philadelphia 76ers (2024–Presente)
Em 6 de julho de 2024, Martin assinou um contrato de 4 anos e US$35 milhões com o Philadelphia 76ers.

## Estatísticas da carreira

### NBA

#### Temporada regular
| Ano      | Equipe    | PJ  | PT | MPJ  | AP   | 3P   | LL   | RT  | AS  | BR  | TO | PPJ  |
| -------- | --------- | --- | -- | ---- | ---- | ---- | ---- | --- | --- | --- | -- | ---- |
| 2019–20  | Charlotte | 18  | 1  | 17.6 | .440 | .541 | .810 | 2.1 | 1.3 | .7  | .4 | 6.2  |
| 2020–21  | Charlotte | 53  | 3  | 15.4 | .375 | .248 | .641 | 2.7 | 1.3 | .7  | .2 | 5.0  |
| 2021–22  | Miami     | 60  | 12 | 22.9 | .507 | .413 | .763 | 3.8 | 1.1 | 1.0 | .5 | 9.2  |
| 2022–23  | Miami     | 71  | 49 | 29.3 | .464 | .356 | .805 | 4.9 | 1.6 | 1.0 | .4 | 9.6  |
| 2023–24  | Miami     | 64  | 23 | 27.4 | .431 | .349 | .778 | 4.4 | 2.2 | .7  | .5 | 10.0 |
| Carreira | Carreira  | 266 | 88 | 22.5 | .443 | .381 | .759 | 3.5 | 1.5 | .8  | .4 | 8.0  |

#### Play-In
| Ano      | Equipe    | PJ | PT | MPJ  | AP   | 3P   | LL   | RT  | AS  | BR  | TO  | PPJ |
| -------- | --------- | -- | -- | ---- | ---- | ---- | ---- | --- | --- | --- | --- | --- |
| 2021     | Charlotte | 1  | 0  | 5.8  | .750 | .667 | —    | .0  | 1.0 | 1.0 | .0  | 8.0 |
| 2023     | Miami     | 2  | 0  | 27.8 | .286 | .250 | .500 | 5.0 | 1.0 | .0  | .0  | 3.0 |
| 2024     | Miami     | 2  | 2  | 24.7 | .500 | .667 | .000 | 4.5 | 1.0 | .5  | 1.0 | 6.0 |
| Carreira | Carreira  | 5  | 2  | 19.4 | .512 | .528 | .250 | 3.1 | 1.0 | .5  | .3  | 5.6 |

#### Playoffs
| Ano      | Equipe   | PJ | PT | MPJ  | AP   | 3P   | LL    | RT  | AS  | BR | TO | PPJ  |
| -------- | -------- | -- | -- | ---- | ---- | ---- | ----- | --- | --- | -- | -- | ---- |
| 2022     | Miami    | 17 | 0  | 12.3 | .400 | .303 | .333  | 2.2 | .3  | .6 | .1 | 4.5  |
| 2023     | Miami    | 23 | 4  | 30.2 | .529 | .423 | .829  | 5.4 | 1.6 | .9 | .4 | 12.7 |
| 2024     | Miami    | 5  | 5  | 35.1 | .467 | .440 | 1.000 | 3.6 | 1.4 | .6 | .0 | 11.6 |
| Carreira | Carreira | 45 | 9  | 25.8 | .465 | .388 | .720  | 3.7 | 1.0 | .7 | .1 | 9.6  |

### Universidade
| Ano      | Equipe   | PJ  | PT | MPJ  | AP   | 3P   | LL   | RT  | AS  | BR  | TO | PPJ  |
| -------- | -------- | --- | -- | ---- | ---- | ---- | ---- | --- | --- | --- | -- | ---- |
| 2014–15  | NC State | 36  | 1  | 16.6 | .356 | .305 | .695 | 2.9 | .7  | .3  | .3 | 4.8  |
| 2015–16  | NC State | 33  | 19 | 30.3 | .389 | .361 | .667 | 4.7 | 1.4 | .9  | .6 | 11.5 |
| 2017–18  | Nevada   | 36  | 26 | 33.3 | .454 | .403 | .749 | 5.4 | 2.6 | 1.3 | .6 | 18.9 |
| 2018–19  | Nevada   | 34  | 33 | 34.1 | .409 | .338 | .732 | 5.1 | 2.8 | 1.4 | .8 | 19.2 |
| Carreira | Carreira | 139 | 79 | 28.5 | .402 | .351 | .710 | 4.5 | 1.8 | .9  | .5 | 13.6 |